# 名鉄DB4形ディーゼル機関車
名鉄DB4形ディーゼル機関車（めいてつDB4がたディーゼルきかんしゃ）は、かつて名古屋鉄道で運用されたディーゼル機関車である。1両（4）のみ存在した。

## 概要
1953年（昭和28年）、加藤製作所が製造した小型のディーゼル機関車である。
車両の車籍は名古屋鉄道であったが、所有権は日本通運にあった。
愛知県営側線で運用されていたが、1963年（昭和38年）に廃車となった。